# London Golf Club
De London Golf Club is een golfclub in Ash bij Brands Hatch in Kent, Engeland.
Kent is bekend om het mooie parkachtige landschap, dat zich goed leent om golfbanen aan te leggen. Er zijn hier twee 18-holesbanen, de International en de iets langere Heritage. Beide zijn door Jack Nicklaus ontworpen. Er is veel water aangelegd. 

## Toernooien
De Heritage baan is bedoeld voor de leden en hun gasten, hier rijdt een buggy rond met versnaperingen. De International is ook voor greenfeespelers, die iets te drinken kunnen halen bij een huisje tussen hole 8 en 13.
Op beide banen zijn reeds enkele toernooien door de Europese PGA Tour georganiseerd. De Open Qualifying zal tot 2014 op de International te gast zijn.
Op de Heritage:
- 2008: European Open, gewonnen door Ross Fisher
- 2009: European Open, gewonnen door Christian Cévaër

Op de International:
- 2010: regionale kwalificatie voor het Brits Open (Regional Open Qualifying)
- 2010: Tourschool PQ1

Voormalig CT speler Paul Stuart, voormalig LET speelster Anna Smith en Chris Weston geven les op de London Club. Bill Longmuir is aan deze club verbonden. Hij speelt op de Europese Senior Tour.